# Pericle Pagliani
Luigi Pericle Pagliani (* 2. Februar 1883 in Magliano Sabina; † 4. Oktober 1932) war ein italienischer Mittel- und Langstreckenläufer.
1906 wurde er bei den Olympischen Zwischenspielen in Athen wurde er Fünfter über fünf Meilen und schied über 1500 m im Vorlauf aus.
Bei den Olympischen Spielen 1908 in London kam er über fünf Meilen und im Mannschaftslauf nicht über die erste Runde hinaus.
Je zweimal wurde er Italienischer Meister im Crosslauf (1908, 1909) und im Straßenlauf über 20 km bzw. 25 km (1906, 1910) und einmal über 5000 m (1908).

## Persönliche Bestzeiten
- 5000 m: 15:43,0 min, 20. Mai 1909, Rom
- 10.000 m: 33:07,2 min, 30. Dezember 1905, Rom